# Alleanza anglo-prussiana (1756)
L'alleanza anglo-prussiana, originata dalla Convenzione di Westminster del 1756, fu un'alleanza militare tra Gran Bretagna e Prussia che caratterizzò la guerra dei sette anni.

## Creazione
Dal 1731 la Gran Bretagna si era legata in funzione anti-francese all'Austria, nell'Alleanza anglo-austriaca. L'accesso al trono della giovanissima Maria Teresa d'Austria costituì per l'ambizioso Federico II di Prussia l'occasione di dimostrare il proprio valore e impadronirsi della ricca Slesia. Iniziò così la guerra di successione austriaca. La vittoria prussiana a Mollwitz convinse definitivamente Luigi XV di Francia ad un'alleanza in quel momento naturale.
La pace di Aquisgrana del 1748 sancì il passaggio della Slesia dall'Austria alla Prussia. Da quel momento la sovrana austriaca, divenuta nel frattempo Imperatrice consorte del Sacro Romano Impero, perseguì una politica volta alla riacquisizione della provincia, tramite un riavvicinamento allo storico nemico borbonico caldeggiato dal suo ministro Kaunitz.
La Gran Bretagna, tesa al dominio marittimo e coloniale in rivalità aperta con la Francia, aveva come interesse primario la sicurezza dei possedimenti ereditari dell'Hannover e dei Paesi Bassi e scarso interesse ad un conflitto terrestre in Europa, preferendo il mantenimento dello status quo. D'altro canto Federico II desiderava garantirsi il mantenimento delle acquisizioni territoriali di fronte ai desideri di rivalsa austriaci e temeva fortemente il sostegno economico che la Gran Bretagna avrebbe potuto fornire all'aggressiva Russia della zarina Elisabetta.
Ai tempi le relazioni tra Gran Bretagna e Prussia erano pessime, causa il mancato pagamento del debito slesiano (obbligo contratto in origine da Carlo VI ma passato a Federico con l'acquisizione della Slesia). La minaccia costituita dagli accordi di San Pietroburgo tra governo russo ed inglese nel settembre 1755 spinse il re prussiano a rilanciare su una proposta inglese volta a garantirsi per l'ennesima volta la sicurezza dell'Hannover. Propose quindi la neutralizzazione dell'intera Germania in nome della pace continentale.
Fu così che a Whitehall il 16 gennaio 1756 venne siglata la cosiddetta Convenzione di Westminster. Redatta in termini puramente difensivi, come un'assicurazione reciproca volta a evitare la guerra in Germania, portò tuttavia a conseguenze inaspettate e non calcolate da entrambe le parti. Fu infatti un contributo decisivo al rovesciamento di alleanze conosciuto come "rivoluzione diplomatica del 1756", che precedette il conflitto aperto.

## La guerra dei sette anni
Malgrado intenzione inglese rimanesse quella di evitare un conflitto europeo, Federico entrò in Sassonia alla fine di agosto del 1756, con il proposito di entrare poi in Boemia. Ad ogni modo, egli si trovò ben presto di fronte molti nemici tra cui Francia, Austria, Svezia e Russia e venne forzato a ritirarsi. Dal 1757 apparve chiaro che senza il sostegno britannico la Prussia sarebbe collassata sotto il peso delle altre grandi potenze. Federico aveva dato vita sotto il suo governo ad un grandioso e potente esercito ma era continuamente a corto di denaro. Gli inglesi iniziarono ad inviargli grandi sussidi finanziari. L'11 aprile 1758 i due stati conclusero una convenzione che costituiva un'alleanza formale vera e propria. Punto principale era che nessuna delle due potenze poteva dichiarare la pace senza consultare l'altra.
A seguito dell'occupazione di Emden, un contingente inglese venne inviato a prestare servizio sotto il comando del duca di Brunswick, alleato prussiano - e servirono da scudo al fianco sinistro di Federico - permettendogli di focalizzarsi su altre direzioni. Su pressione Prussiana, gli inglesi ripudiarono la Convenzione di Klosterzeven e rientrarono in guerra al fianco della Prussia. Malgrado l'aiuto inglese la guerra prussiana era sul punto di collassare nel 1759 sebbene non mancasse qualche trionfo come nella Battaglia di Minden.
Da quel punto in poi e fino alla fine della guerra, gli eventi furono favorevoli agli alleati anglo-prussiani. La Gran Bretagna entrò nel suo Annus Mirablis 1759 sconfiggendo la Francia in Europa, Nord America e India, respingendo un'invasione pianificata francese. La Gran Bretagna ottenne numerose vittorie chiave in Spagna durante il 1762 e l'imperatrice russa morì facendo ritirare la nazione dal conflitto con la Prussia.

## La caduta dell'alleanza
Nel 1762 venne dissolta l'alleanza quando la Gran Bretagna ritirò il supporto militare e finanziario ai prussiani nell'Europa continentale. La Gran Bretagna ottenne termini favorevoli nel Trattato di Parigi, ottenendo molti possedimenti coloniali da Francia e Spagna. La Prussia fu in grado di mantenere la Slesia ma non ottenne ulteriori territori come aveva sperato con l'inizio del conflitto.
Le due potenze siglarono due trattati di pace separati per terminare la guerra. Negli anni successivi al conflitto, le loro relazioni si deteriorarono al punto che la Prussia rifiutò un simile accordo all'Inghilterra nell'ambito della Guerra d'indipendenza americana. La Prussia concluse invece una nuova alleanza con la Russia nel 1764 mentre la Gran Bretagna si trovò diplomaticamente isolata.
Dopo la guerra americana, negli anni '80 del Settecento, Gran Bretagna e Prussia iniziarono a muoversi nuovamente vicine. Le due potenze cooperarono durante la crisi olandese e l'anno successivo entrarono a far parte della Triplice Alleanza con la Repubblica delle Sette Province Unite. Con lo scoppio della Rivoluzione francese, Gran Bretagna e Prussia presero parte insieme a diverse coalizioni formatesi contro la Francia.